# Distrito de Bulambuli
El distrito de Bulambuli es uno de los ciento once distritos que dan origen a la actual organización territorial de la República de Uganda. Su ciudad capital es la ciudad de Bulambuli.

## Localización
Este distrito limita al norte con el distrito de Nakapiripirit, por el sur comparte fronteras con el distrito de Sironko, limita a su vez también al este con el distrito de Kapchorwa y con el distrito de Bukedea al oeste.

## Población
El distrito de Bulambuli cuenta con una población total de 174 508 habitantes según las cifras suministradas por el censo poblacional llevado a cabo durante el año 2014 en Uganda.